# Широке ледине
Широке ледине су излетиште на Фрушкој гори, налази се недалеко од Бешеновачког Прњавора, у близини манастира Мала Ремета.
За разлику од већине излетишта на Фрушкој гори, није уз пут, него до њега води путоказ и утабана стаза. Са њега се пружа прелеп поглед на доњи Срем. Ту су још и летњиковац, клупице и столови, као и омање игралиште за децу, па је излетиште идеално за одмор и породична окупљања.
На Широким лединама је 1942. године страдао народни херој Бошко Палковљевић Пинки, чије се спомен-обележје налази недалеко од излетишта.